# Hanan
Hanan (inny tytuł: "Hanan: An Assault on Faith") – indyjski dramat i kino akcji z Manoj Bajpai (Satya) i Sonali Kulkarni w rolach głównych. Ponadto grają m.in., Seema Biswas i Sayaji Shinde. Według własnego scenariusza film wyreżyserował w 2004 roku aktor Makrand Deshpande. Tematem filmu jest historia pary zakochanych. Miłość dotknęła tu dwoje upośledzonych umysłowo osób, stąd brak akceptacji ludzi dla ich związku i próba wykorzystania ich słabości.

## Obsada
- Manoj Bajpai – Pagla / Shamsher
- Seema Biswas – p. Heeralal
- Makrand Deshpande – Surya
- Satyadev Dubey – Mahapoojary
- Namdev Jadhav – Havaldar Gaitonde
- Vinod Jayant – Gaffar
- Sonali Kulkarni – Devi Bhagwati / Pagli
- Suhasini Mulay
- Sayaji Shinde – inspektor Pardesi